# Canton d'Amiens 2e (Nord-Ouest)
Le canton d'Amiens 2e (Nord-Ouest) est un ancien canton français situé dans le département de la Somme et la région Picardie.

## Géographie
Ce canton était organisé autour d'Amiens dans l'arrondissement d'Amiens. Son altitude variait de 12 m (Argœuves) à 106 m (Amiens) pour une altitude moyenne de 32 m.

## Histoire
- De 1833 à 1840, les cantons d'Amiens (Sud-Ouest) et (Nord-Ouest) étaient réunis et avaient le même conseiller général (Jean-Baptiste Caumartin). Le nombre de conseillers généraux était limité à 30 par département.
- De 1840 à 1848, les cantons d'Amiens (Nord-Est) et (Nord-Ouest) étaient réunis et avaient le même conseiller général (Pierre Massey puis Louis Gaulthier de Rumilly). Le nombre de conseillers généraux était limité à 30 par département.

### Evolution géographique

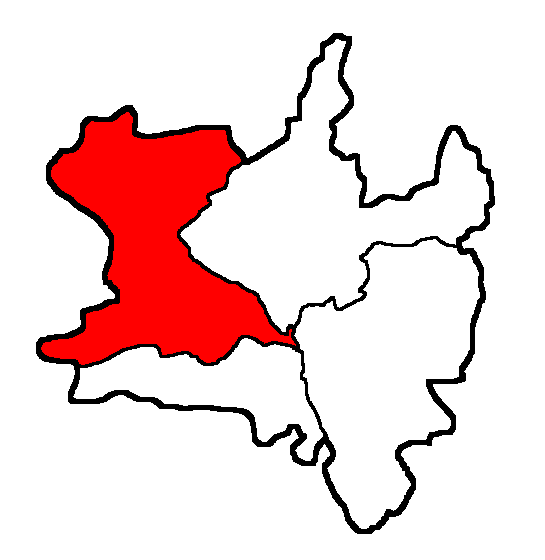
1801-1970
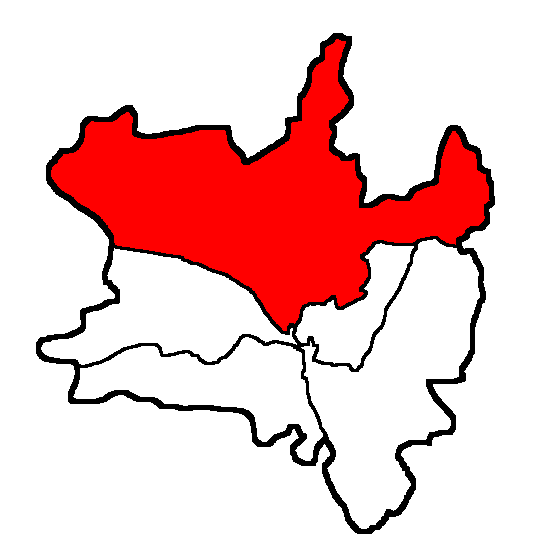
1970-1985
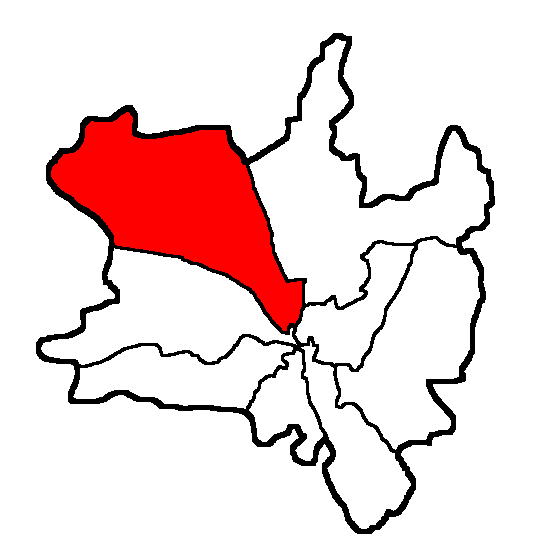
1985-2015

## Représentation

### 1833 - 1973
| Régime                           | Début | Fin               | Conseiller                 | Parti / Idéologie | Parti / Idéologie                                         | Observation |
| -------------------------------- | ----- | ----------------- | -------------------------- | ----------------- | --------------------------------------------------------- | --- |
| Monarchie de Juillet             | 1833  | 1840              | Jean-Baptiste Caumartin    |                   | Majorité ministérielle                                    | Avocat puis magistrat, Conseiller municipal d'Amiens Président du Conseil Général (1833, 1835, 1837), Député (1815, 1827-1842) |
| Monarchie de Juillet             | 1840  | 1845              | Pierre Massey              |                   | Majorité ministérielle                                    | Négociant, premier adjoint au Maire d'Amiens Député (1830-1837 et 1842-1846)                                                   |
| Monarchie de Juillet             | 1845  | 1848              | Louis Gaulthier de Rumilly |                   | Opposition dynastique                                     | Propriétaire à Conty Député (1831-1834, 1837-1849, 1871-1875), Sénateur (1875-1884)                                            |
| IIe République                   | 1848  | 1852              | Louis Porion               |                   | Orléaniste                                                | Avocat, maire d'Amiens (1848-1851) Président du Conseil Général (1851), Député (1848-1851)                                     |
| Second Empire                    | 1852  | 1855              | Pierre-Vulfran Mollet      |                   | Républicain rallié                                        | |
| Second Empire                    | 1855  | 1858              | Louis Porion               |                   | Orléaniste                                                | |
| Second Empire                    | 1858  | 1863              | Isidore Daveluy            |                   | Légitimiste                                               | Négociant à Amiens, démissionne en 1863                                                                                        |
| Second Empire                    | 1863  | 1870              | François Wulphy Cagnard    |                   |                                                           | Médecin, conseiller municipal d'Amiens                                                                                         |
| IIIe République                  | 1871  | 1876 (décès)      | Pierre-François Martelet   |                   |                                                           | Directeur de filatures à Amiens, décédé en cours de mandat                                                                     |
| IIIe République                  | 1876  | 1895              | Lucien Fournier            |                   | Républicain                                               | Professeur, maire de Moreuil                                                                                                   |
| IIIe République                  | 1895  | 1925              | Louis Dutilloy             |                   | Républicain Socialiste puis SFIO                          | Directeur d’une usine de velours puis receveur des hospices d’Amiens                                                           |
| IIIe République                  | 1925  | 1937              | Prosper Francq             |                   | Parti radical                                             | Médecin, Conseiller municipal d'Amiens (1904-1908 et 1912-1940)                                                                |
| IIIe République                  | 1937  | 1940              | Henry Wattebled            |                   | PC-SFIC puis DVG                                          | Commerçant à Amiens, démissionne du PCF en septembre 1939                                                                      |
| 1940-1944 - Occupation allemande |       |                   |                            |                   |                                                           | |
| IVe République                   | 1945  | 1951              | Léon Dupontreué            |                   | PCF                                                       | Directeur de journal, Conseiller municipal d'Amiens                                                                            |
| IVe République                   | 1951  | 1961              | Augustin Dujardin          |                   | PCF                                                       | Cheminot, Conseiller municipal d'Amiens (1944-1959), Sénateur (1946-1948) Réélu en 1958, son élection est invalidée en 1961    |
| Ve République                    | 1951  | 1961              | Augustin Dujardin          |                   | PCF                                                       | Cheminot, Conseiller municipal d'Amiens (1944-1959), Sénateur (1946-1948) Réélu en 1958, son élection est invalidée en 1961    |
| 1961                             | 1964  | Yves Mercher      |                            | SFIO              | Inspecteur des PTT, Adjoint au Maire d'Amiens (1953-1971) | |
| 1964                             | 1970  | Augustin Dujardin |                            | PCF               |                                                           | |

### 1970 - 1985
| Régime        | Début | Fin  | Conseiller        | Parti | Parti | Observation                              |
| ------------- | ----- | ---- | ----------------- | ----- | ----- | ---------------------------------------- |
| Ve République | 1970  | 1971 | Augustin Dujardin |       | PCF   | Démissionne de son mandat en 1971        |
| Ve République | 1971  | 1985 | Éliane Cosserat   |       | PCF   | Professeur agrégé, Conseillère régionale |

### 1985 - 2015
| Régime        | Début | Fin  | Conseiller    | Parti | Parti | Observation |
| ------------- | ----- | ---- | ------------- | ----- | ----- | --- |
| Ve République | 1985  | 2015 | Gérald Maisse |       | PCF   | Professeur Vice-Président du conseil général de la Somme Ancien adjoint au Maire d'Amiens, Conseiller régional (1992 → 1998) |

À la suite du redécoupage de 2014, la partie amiénoise de ce canton se retrouve dans le canton d'Amiens-1 (avec la partie amiénoise du canton d'Amiens Ouest), tandis que les communes d'Argœuves et Saint-Sauveur rejoignent le canton d'Ailly-sur-Somme.

### Conseillers d'arrondissement (de 1833 à 1940)
| Période                                  | Période      | Identité                                  | Étiquette              | Qualité |
| ---------------------------------------- | ------------ | ----------------------------------------- | ---------------------- | --- |
| 1833                                     | 1835 (décès) | Jean-Baptiste Vion                        |                        | Propriétaire, entrepreneur de travaux publics, notaire à Amiens                                                                        |
| 27 septembre 1835                        | 1848         | François Isidore Vion (fils du précédent) |                        | Notaire à Amiens |
|                                          |              |                                           |                        | |
| 1895                                     | 1895         | Louis Dutilloy                            | Républicain socialiste | Directeur d’une usine de velours puis receveur des hospices d’Amiens Choisit le mandat de conseiller général                           |
|                                          |              |                                           |                        | |
| 1910                                     | 1919         | Bernard Brandicourt                       | SFIO                   | Gérant d'une succursale de l'Union coopérative à Amiens, secrétaire du syndicat des tisseurs                                           |
| 1919                                     | 1922         | Raymond Corbin                            | SFIO                   | Médecin à Amiens |
| 1922                                     | 1934         | Alexis Mailly                             | SFIO                   | Employé, Secrétaire de la Fédération socialiste de la Somme, administrateur du journal Le Cri du Peuple, conseiller municipal d'Amiens |
| 1934                                     | 1940         | Jules Durand                              | Radical                | Artisan peintre à Amiens |
| 1940                                     |              |                                           |                        | Les conseils d'arrondissement ont été suspendus par la loi du 12 octobre 1940 et n'ont jamais été réactivés                            |
| Les données manquantes sont à compléter. |              |                                           |                        | |

## Composition

### De 1833 à 1970
- Secteurs Nord-Ouest d'Amiens

Communes de :
- Montières
- Renancourt
- Argœuves
- Dreuil
- Saint-Sauveur
- Saveuse

### De 1970 à 2015
| Communes      | Population (2012) | Code postal | Code Insee |
| ------------- | ----------------- | ----------- | ---------- |
| Amiens        | 135 501 (1)       | 80000       | 80021      |
| Argœuves      | 543               | 80470       | 80024      |
| Saint-Sauveur | 1 526             | 80470       | 80718      |

(1) fraction de commune.

## Démographie
| 1962 | 1968 | 1975 | 1982 | 1990 | 1999 | 2009 |
| ---- | ---- | ---- | ---- | ---- | ---- | ---- |
| -    | -    | -    | -    | -    | -    | -    |